# Cristiano Militello
Cristiano Militello (Pisa, 10 agosto 1968) è un comico, cabarettista, personaggio televisivo e conduttore radiofonico italiano.

## Carriera
Laureato in Scienze politiche all'Università degli Studi di Firenze con tesi sul cabaret, vive a Milano.
Formatosi alla Scuola di Teatro di Bologna, confluisce nel gruppo di comici toscani facenti capo alle trasmissioni Vernice fresca, prima, e Aria fresca, poi, condotte da Carlo Conti. Nel 2001 ha collaborato come autore per lo Zecchino d'Oro.
Militello ha guadagnato notorietà raccogliendo, in vari libri, gli striscioni calcistici più divertenti degli stadi italiani. Il successo del primo libro, lo porta ad essere inviato fuori dagli impianti per conto del TG satirico di Canale 5 Striscia la notizia. Qui dal 2004, nella rubrica Striscia lo Striscione, assembla e commenta le immagini più divertenti delle curve e dei campi italiani, intervallate da interviste ai tifosi prima e dopo la partita; un segmento che diventa tra i più seguiti del panorama televisivo nazionale.
Ha condotto, insieme a Valerio Staffelli, alcune puntate di Striscia la domenica. Nell'aprile 2010 ha fatto parte del cast comico di Voglia d'aria fresca, show condotto da Carlo Conti su Rai 1. Nel 2011 prende parte al film Box Office 3D - Il film dei film. Nel 2014 fa parte del cast di Giass, programma comico di Luca e Paolo.
In radio tutte le mattine su R101 conduce La banda di R101, il morning show con Paolo Dini, Lester, Chiara Tortorella, Riccardo Russo e Leonardo Fiaschi.

## Filmografia

### Cinema
- Palermo Milano - Solo andata, regia di Claudio Fragasso (1995)
- 3, regia di Christian De Sica (1996)
- Stressati, regia di Mauro Cappelloni (1997)
- I volontari, regia di Domenico Costanzo (1998)
- Il paradiso all'improvviso, regia di Leonardo Pieraccioni (2003)
- La mia vita a stelle e strisce, regia di Massimo Ceccherini (2003)
- L'allenatore nel pallone 2, regia di Sergio Martino (2008)
- Non c'è più niente da fare, regia di Emanuele Barresi (2008)
- Box Office 3D - Il film dei film, regia di Ezio Greggio (2011)
- Ridere fino a volare, regia di Adamo Antonacci (2012)
- Uscio e bottega, regia di Marco Daffra (2013)

### Televisione
- Ma che domenica! – serie TV (2001-2002)
- Papa Giovanni - Ioannes XXIII, regia di Giorgio Capitani – miniserie TV (2002)
- Carabinieri – serie TV (2004-2008)
- Una famiglia in giallo – serie TV (2005)
- La cena dei cretini – serie TV (2013)

## Teatro
- Tosca, regia di Gigi Proietti (1984)
- Effetto Zavattini, regia di Gianni Ippoliti (1995)
- Un bicchiere vuoto, regia di Giorgio Ariani (1996)
- Provaci ancora, Sam, regia di Andrea Buscemi (1997)[15]
- Ecco la prova, regia di Mario Prosperi (1998)
- L'uomo dalla U allo O, regia di Alessandro Paci (1999)[16]
- Mi saluta... Cristiano Militello?, regia di Cristiano Militello e Andrea Camerini (2013)[17]

## Programmi TV
- Vernice fresca (1991-1995)
- La festa dell'estate (1993)[18]
- La sai l'ultima? (1993)[19]
- Aria fresca (1995-1996)
- Su le mani (1996)
- MULTICLUB (1997-1998)
- Faccia tosta (1997)[20]
- Colorado (1998)
- Miss Italia nel mondo (1999)
- Crazy Camera (1999-2000)
- Domenica In (2000-2001)
- Era ora (2002-2003)
- I raccomandati (2003-2004)
- Striscia la notizia (2004-in corso)
- Voglia d'aria fresca (2010)
- Oscar del calcio (2011)
- Giass (2014)
- Tiki Taka Russia (2018)
- Il forno delle meraviglie (2024)[21]

## Riconoscimenti
- 2010 – Leggio d'oro
  - Premio alla voce dello stadio[22]
- 2024 – Premio Nazionale "Voce per lo Sport" AVIS[23]

## Opere
- Cristiano Militello e Donato Pallini, È un medicinale: usare con Manuela!, Firenze, Giunti Editore, 1997, ISBN 88-09-21156-1.
- Giulietta è 'na zoccola. Gli striscioni più esilaranti degli stadi italiani, collana Comici libri, Milano, Kowalski, 2004, ISBN 88-7496-013-1.
- Giulietta è 'na zoccola. Tempi supplementari. 500 nuovi esilaranti striscioni, collana Comici libri, Milano, Kowalski, 2004, ISBN 88-7496-027-1.
- Super Giulietta 2004-2005, collana Comici libri, Milano, Kowalski, 2005, ISBN 88-7496-702-0.
- Giulietta Mundial, collana TV Sorrisi e Canzoni, Milano, Kowalski, 2006, ISBN non esistente.
- Giulietta è 'na zoccola. Calci di rigore, Milano, Kowalski, 2007, ISBN 978-88-7496-724-7.
- Paolo Lunghi, Vivere con frequenza: Racconti nelle radio libere, presentazione di Rossana Ragionieri, prefazione di Carlo Conti, Marco Liorni, Tana De Zulueta, Cristiano Militello, Dario Ballantini e Marco Baldini, Empoli, Ibiskos Ulivieri, 2011, ISBN 978-88-7841-649-9.
- Cartelli d'italia. (Presa in) giro d'Italia in 1000 cartelli, collana Le boe, Milano, Baldini+Castoldi, 2018, ISBN 978-88-9388-125-8.
- Cartelli d'Italia. Ri (presa in) giro d'Italia in 1000 nuovi cartelli. 2., collana Le boe, Milano, Baldini+Castoldi, 2019, ISBN 978-88-9388-208-8.
- Alessandro Pagani, 500 chicche di riso, illustrazioni di Massimiliano Zatini, prefazione di Cristiano Militello, Milano, 96, Rue de-La-Fontaine Edizioni, 2019, ISBN 978-88-9399-006-6.
- Cartelli d'Italia. Il diario 2020-2021, collana Le boe, Milano, Baldini+Castoldi, 2020, ISBN 978-88-9388-340-5.
- Euro Grilli, Calcio e scaramanzia: Dai calzetti rossi di Costantino Rozzi alle camicie nere di Maurizio Sarri, illustrazioni di Elia Grilli, prefazione di Cristiano Militello, Günzburg, Oakmond Publishing, 2020, ISBN 978-3-96207-224-7.
- Cartelli d'Italia. Ri (presa in) giro d'Italia in 1000 nuovi cartelli. 2., collana Le boe, Milano, La nave di Teseo, 2022, ISBN non esistente.
- Giulietta è 'na zoccola forever. Dagli anni Settanta a oggi, cinquant'anni di calcio, negli striscioni più esilaranti degli stadi italiani, Milano, Cairo, 2023, ISBN 978-88-309-0370-8.